# Бодрова, Ольга Сергеевна
Ольга Сергеевна Бодрова (род. 24 июля 1998, Москва, Россия) — российская актриса театра и кино, дочь актёра и кинорежиссёра Сергея Бодрова-младшего.

## Биография
Ольга Бодрова родилась 24 июля 1998 года в Москве, в семье актёров Сергея Сергеевича и Светланы Александровны Бодровых; по отцу она приходится внучкой режиссёру Сергею Владимировичу Бодрову. В возрасте четырёх лет Ольга потеряла отца (2002). Окончив школу №1239 с золотой медалью, поступила в ГИТИС (2016) на режиссёрский факультет, где училась в мастерской Леонида Хейфеца. В 2020 году сыграла эпизодическую роль в картине «Калашников», продюсером которой был её дед, но соответствующий эпизод не попал в окончательную версию фильма. В том же году Бодрова впервые сыграла роль ведущей: она провела церемонию закрытия кинофестиваля «Зеркало».
В 2020 году Бодрова сыграла главную роль в фильме Анастасии Нечаевой «Велга», в 2021—2022 годах снималась в сериале Данилы Козловского «Карамора». В 2021 году состоялась премьера фильма Николая Хомерики «Море волнуется раз», в котором Бодрова сыграла главную роль. За эту работу актриса получила приз на кинофестивале «Кинотавр».
В 2020 году Бодрова вышла замуж за актёра Сергея Быстрова. В марте 2023 года у супругов родилась дочь Любовь.

## Фильмография
| Год       |     | Название                             | Роль                          |
| --------- | --- | ------------------------------------ | ----------------------------- |
| 2020      | ф   | Калашников                           | эпизод (сцена вырезана)       |
| 2020      | ф   | Ровесники                            | эпизод                        |
| 2021      | ф   | Море волнуется раз                   | Саша                          |
| 2022—2022 | с   | Карамора                             | Таня                          |
| 2022      | ф   | Велга                                | Велга                         |
| 2022—2022 | с   | Конец света                          | Мария в молодости             |
| 2023      | ф   | Страсти по Матвею                    | Варвара                       |
| 2023      | кор | К морю стремился, морем дышал на юге | имя персонажа не указано      |
| 2025      | ф   | Роднина                              | Татьяна Тарасова              |
| 2025—2025 | с   | Павел. Первый и последний            | Супруга Павла Мария Федоровна |